# Milorg (organizzazione)
La Milorg (abbreviazione di Militær Organisasjon - Organizzazione Militare) fu il principale movimento della resistenza norvegese durante la seconda guerra mondiale.
Si occupò di una vasta serie di attività di resistenza militare e civile, comprese attività di raccolta informazioni, attività di spionaggio, propaganda, trasporto di merci importate clandestinamente nel Paese, occasionali sabotaggi, liberazione di prigionieri norvegesi e organizzazione di vie di fuga verso la vicina Svezia.
In seguito all'occupazione nazista della Norvegia nell'aprile 1940, la Milorg fu fondata nel maggio 1941, come tentativo di coordinare i vari gruppi norvegesi che stavano organizzando una resistenza armata interna al Paese contro le forze di occupazione tedesche.
La Milorg era organizzata in un Consiglio centrale e 14 Distretti operativi.
Il focus delle sue attività fu, nel primo periodo, maggiormente orientato alla costituzione lenta e graduale di una forza di resistenza ben strutturata, e alla raccolta e trasmissione di informazioni, mantenendo un basso profilo sotto l'aspetto operativo; questo portò ad alcuni contrasti con il SOE britannico (incaricato di coordinare e favorire le attività di resistenza interna nei Paesi occupati), che avrebbe preferito invece un'attività maggiormente aggressiva, e più orientata verso raid e azioni dirette. Incomprensioni e mancanza di coordinamento portarono a diversi incidenti di sicurezza tra le due organizzazioni, e a una certa diffidenza reciproca; il SOE decise quindi di operare "in parallelo ma autonomamente" rispetto alla Milorg.
Nel novembre 1941, la Milorg venne integrata all'interno dell'Alto Comando del Governo Norvegese in esilio in Inghilterra. 
Nel 1942, alcuni problemi di sicurezza interna permisero alla Gestapo di arrestare numerosi membri dell'organizzazione.
Verso la fine dello stesso anno, la Milorg assunse un atteggiamento più attivo, in particolare sotto la guida di Jens Christian Hauge.
Alla fine della guerra aveva organizzato, addestrato e armato circa 40 000 uomini, che contribuirono alla stabilizzazione del Paese subito dopo l'armistizio del 1945.